# Ordination
Ordination kan både være indvielse til et kirkeligt embede for præster, nonner og munke eller en læges receptudskrivning på medicin.
Ordinationen af en præst foretages i Danmark i Folkekirken af en biskop. Det centrale i præstevielsen er bøn for den nye præst, mens biskoppen, andre præster og i mange tilfælde menighedsrådsmedlemmer lægger hånden på hovedet af kandidaten.
For at kunne blive ordineret skal kandidaten først 'kaldes' af en menighed, dvs. at vedkommende skal indstilles til ansættelse. Derefter skal kandidaten til bispeeksamen, hvor han blandt andet skal aflægge præsteløftet.